# Guillaume VI de Saint-Omer
Pour les articles homonymes, voir Guillaume VI et Guillaume de Saint-Omer.
Guillaume VI de Saint-Omer est brièvement châtelain de Saint-Omer et seigneur de Fauquembergues vers 1246/7.
Le généalogiste Baudouin d'Avesnes l'enregistre comme fils de Guillaume V de Saint-Omer, mais Arthur Giry le considère plutôt comme un frère cadet de ce dernier, c'est-à-dire qu'il est l'un des onze enfants de Guillaume IV de Saint-Omer et d'Ida d'Avesnes. Il est attesté pour la première fois en avril 1207 et apparaît ensuite dans diverses chartes et documents, dans lesquels, à partir de 1218, il apparaît comme seigneur de Pitgam et plus tard de Berkin. Il succède à son frère entre mars 1246 et sa seule attestation en tant que châtelain, en août 1247. Peu de choses sont connues sur son mandat, qui apparemment est de très courte durée ; Baudouin d'Avesnes mentionne uniquement qu'il est parti en croisade, où il meurt. En 1251, sa sœur aînée, Béatrice, et son fils, Guillaume de Renenghes, lui succèdent.